# Società Sportiva Lazio 1930-1931
Questa voce raccoglie le informazioni riguardanti la Società Sportiva Lazio nelle competizioni ufficiali della stagione 1930-1931.

## Stagione
Nella stagione 1930-1931 la squadra ha partecipato al campionato di Serie A classificandosi all'ottavo posto con 35 punti.

## Organigramma societario
Area direttiva
- Presidente: Remo Zenobi

Area tecnica
- Allenatore: Ferenc Molnár, da maggio Cesare Migliorini, da giugno Amílcar

## Rosa
| N. |                    | Ruolo | Calciatore             |
| -- | ------------------ | ----- | ---------------------- |
|    | Italia (bandiera)  | P     | Tullio Bonadeo         |
|    | Italia (bandiera)  | P     | Alberto Pizzetti       |
|    | Italia (bandiera)  | P     | Ezio Sclavi (capitano) |
|    | Italia (bandiera)  | D     | Renato Bottacini       |
|    | Italia (bandiera)  | D     | Dino Canestri          |
|    | Italia (bandiera)  | D     | Alfredo Foni           |
|    | Italia (bandiera)  | D     | Augusto Mattei II      |
|    | Italia (bandiera)  | D     | Orlando Tognotti       |
|    | Italia (bandiera)  | C     | Leopoldo Caimmi        |
|    | Brasile (bandiera) | C     | Octavio Fantoni II     |
|    | Italia (bandiera)  | C     | Marino Furlani         |
|    | Italia (bandiera)  | C     | Mario Malatesta        |

| N. |                    | Ruolo | Calciatore         |
| -- | ------------------ | ----- | ------------------ |
|    | Italia (bandiera)  | C     | Gino Lamon I       |
|    | Italia (bandiera)  | C     | Walter Marcacci    |
|    | Italia (bandiera)  | C     | Odoacre Pardini    |
|    | Italia (bandiera)  | C     | Aldo Spivach       |
|    | Italia (bandiera)  | A     | Carlo Cevenini V   |
|    | Brasile (bandiera) | A     | João Fantoni I     |
|    | Italia (bandiera)  | A     | Aldo Mattei III    |
|    | Italia (bandiera)  | A     | Nicolò Nicolosi    |
|    | Italia (bandiera)  | A     | Riccardo Okely III |
|    | Italia (bandiera)  | A     | Piero Pastore      |
|    | Italia (bandiera)  | A     | Giovanni Zanni     |
|    | Italia (bandiera)  | A     | Luigi Ziroli       |

## Calciomercato
| Acquisti | Acquisti           | Acquisti       | Acquisti   |
| R.       | Nome               | da             | Modalità   |
| -------- | ------------------ | -------------- | ---------- |
| C        | Octavio Fantoni II | Cruzeiro       | definitivo |
| C        | Gino Lamon I       | Padova         | definitivo |
| A        | João Fantoni I     | Cruzeiro       | definitivo |
| A        | Aldo Mattei III    | Juventus Roma  | definitivo |
| A        | Nicolò Nicolosi    | A.G.F. Bengasi | definitivo |
| A        | Giovanni Zanni     | Juventus       | definitivo |

| Cessioni | Cessioni          | Cessioni              | Cessioni      |
| R.       | Nome              | a                     | Modalità      |
| -------- | ----------------- | --------------------- | ------------- |
| D        | Gino Delle Fratte | Forza e Coraggio Roma | definitivo    |
| D        | Luigi Saraceni II |                       | fine carriera |
| C        | Francesco Rier    | Juventus              | definitivo    |
| C        | Giuseppe Valenti  | Lecce                 | definitivo    |
| A        | Ugo Ciabattini    |                       | fine carriera |
| A        | Dino Sbrana II    | Lecce                 | definitivo    |

## Risultati

### Serie A

#### Girone di andata
| Roma 28 settembre 1930 1ª giornata | Lazio              | 0 – 0 referto | Torino | Stadio della Rondinella\| Arbitro: \| Scorzoni (Bologna) \| |
| Arbitro:                           | Scorzoni (Bologna) |               |        |                                                             |

| Arbitro: | Mastellari (Bologna) |

|                     |           |             |
| Masera 8’, 14’, 71’ | Marcatori | 77’ Pastore |

| Arbitro: | Rovida (Milano) |

|                            |           |  |
| Spivach 43’ Cevenini V 44’ | Marcatori |  |

| Arbitro: | Tassinari (Firenze) |

|  |           |            |
|  | Marcatori | 1’ Pastore |

| Arbitro: | Guarnieri (Milano) |

|               |           |  |
| Okely III 20’ | Marcatori |  |

| Arbitro: | Scorzoni (Bologna) |

|                                   |           |  |
| Piola 21’ Gatti 53’ Bajardi I 66’ | Marcatori |  |

| Arbitro: | Quilleri (Brescia) |

|                                |           |                  |
| Pastore 14’, 38’ Okely III 24’ | Marcatori | 4’, 75’ Corsetti |

| Arbitro: | Rovida (Milano) |

|                             |           |  |
| Tansini 3’ Sallustro II 10’ | Marcatori |  |

| Arbitro: | A.Gama (Milano) |

|                                                        |           |  |
| Cevenini V 50’ Foni 57’ Malatesta 75’, 89’ Pastore 80’ | Marcatori |  |

| Arbitro: | Zorzi (Belluno) |

|                                          |           |           |
| Pastore 65’ Malatesta 80’ Cevenini V 85’ | Marcatori | 2’ Avalle |

| Arbitro: | Caironi (Milano) |

|          |           |          |
| Volk 76’ | Marcatori | 34’ Foni |

| Arbitro: | Carraro (Padova) |

|  |           |          |
|  | Marcatori | 86’ Foni |

| Arbitro: | Gonani (Ravenna) |

|                            |           |             |
| Pastore 20’ Cevenini V 74’ | Marcatori | 51’ Ferrari |

| Arbitro: | Caironi (Milano) |

|                          |           |  |
| Giuliani 46’ Ranelli 70’ | Marcatori |  |

| Arbitro: | Dani (Genova) |

|                    |           |  |
| Bolzoni 47’ (aut.) | Marcatori |  |

| Arbitro: | Scorzoni (Bologna) |

|                     |           |                |
| De Manzano 50’, 88’ | Marcatori | 27’ Cevenini V |

| Arbitro: | Carraro (Padova) |

|                                            |           |  |
| Piccaluga 24’ Lombatti 70’ Manzotti II 79’ | Marcatori |  |

#### Girone di ritorno
| Arbitro: | Guarnieri (Milano) |

|                          |           |  |
| Libonatti 13’ Silano 83’ | Marcatori |  |

| Arbitro: | Omodei (Novara) |

|             |           |           |
| Pastore 58’ | Marcatori | 37’ Zoppi |

| Arbitro: | Beretta (Novi Ligure) |

|                                                       |           |  |
| Schiavio 3’, 37’ Reguzzoni 26’ (rig.) Della Valle 86’ | Marcatori |  |

| Arbitro: | Scorzoni (Bologna) |

|               |           |                                 |
| Malatesta 50’ | Marcatori | 36’ Santagostino 61’ Arcari III |

| Arbitro: | Mastellari (Bologna) |

|  |           |                          |
|  | Marcatori | 40’ Pastore 85’ Nicolosi |

| Arbitro: | Dani (Genova) |

|              |           |                              |
| Nicolosi 72’ | Marcatori | 9’ Seccatore 86’ Ferraris II |

| Livorno 5 aprile 1931 24ª giornata | Livorno          | 0 – 0 referto | Lazio | Campo Villa Chayes\| Arbitro: \| Gonani (Ravenna) \| |
| Arbitro:                           | Gonani (Ravenna) |               |       |                                                      |

| Arbitro: | Caironi (Milano) |

|  |           |                 |
|  | Marcatori | 28’ Sallustro I |

| Arbitro: | Zorzi (Belluno) |

|                            |           |  |
| Banchero I 18’ Ansaldo 87’ | Marcatori |  |

| Arbitro: | Mastellari (Bologna) |

|             |           |                                      |
| Borelli 73’ | Marcatori | 7’ Fantoni I 78’ Spivach 84’ Pastore |

| Arbitro: | A.Gama (Milano) |

|                           |           |                        |
| Pastore 15’ Fantoni I 49’ | Marcatori | 47’ Volk 87’ Bodini II |

| Arbitro: | Lenti (Genova) |

|                                           |           |  |
| Pastore 58’ Fantoni I 65’ 73’ Spivach 84’ | Marcatori |  |

| Arbitro: | Lenti (Genova) |

|                                    |           |               |
| Munerati 30’ Orsi 34’ Cesarini 62’ | Marcatori | 53’ Fantoni I |

| Arbitro: | Bevilacqua (Viareggio) |

|                         |           |           |
| Pastore 30’ Spivach 50’ | Marcatori | 32’ Braga |

| Arbitro: | Scorzoni (Bologna) |

|                                            |           |                         |
| Ferrero 37’ Visentin III 38’ Serantoni 47’ | Marcatori | 8’ Ziroli 16’ Malatesta |

| Arbitro: | A.Gama (Milano) |

|            |           |  |
| Ziroli 87’ | Marcatori |  |

| Arbitro: | Barlassina (Novara) |

|                             |           |  |
| Malatesta 14’ Fantoni I 78’ | Marcatori |  |

## Statistiche

### Statistiche di squadra
| Competizione  | Punti | In casa | In casa | In casa | In casa | In casa | In casa | In trasferta | In trasferta | In trasferta | In trasferta | In trasferta | In trasferta | Totale | Totale | Totale | Totale | Totale | Totale | DR |
| Competizione  | Punti | G       | V       | N       | P       | Gf      | Gs      | G            | V            | N            | P            | Gf           | Gs           | G      | V      | N      | P      | Gf     | Gs     | DR |
| ------------- | ----- | ------- | ------- | ------- | ------- | ------- | ------- | ------------ | ------------ | ------------ | ------------ | ------------ | ------------ | ------ | ------ | ------ | ------ | ------ | ------ | -- |
| Serie A       | 35    | 17      | 11      | 3       | 3       | 31      | 13      | 17           | 4            | 2            | 11           | 14           | 31           | 34     | 15     | 5      | 14     | 45     | 44     | +1 |
| Coppa Fornari |       | 0       | 0       | 0       | 0       | 0       | 0       | 2            | 1            | 0            | 1            | 5            | 3            | 2      | 1      | 0      | 1      | 5      | 3      | +2 |
| Totale        |       | 17      | 11      | 3       | 3       | 31      | 13      | 19           | 5            | 2            | 12           | 19           | 34           | 36     | 16     | 5      | 15     | 50     | 47     | +3 |

### Statistiche dei giocatori
Nel conteggio delle reti realizzate si aggiungano un'autorete a favore e due reti attribuite a tavolino.
| Giocatore     | Serie A  | Serie A | Coppa Fornari | Coppa Fornari | Totale   | Totale |
| Giocatore     | Presenze | Reti    | Presenze      | Reti          | Presenze | Reti   |
| ------------- | -------- | ------- | ------------- | ------------- | -------- | ------ |
| T. Bonadeo    | 1        | -2      | 2             | -3            | 3        | -5     |
| R. Bottacini  | 2        | 0       | -             | -             | 2        | 0      |
| D. Canestri   | -        | -       | -             | -             | -        | -      |
| L. Caimmi     | 20       | 0       | 2             | 0             | 22       | 0      |
| C. Cevenini V | 22       | 5       | 2             | 1             | 24       | 6      |
| J. Fantoni I  | 10       | 6       | -             | -             | 10       | 6      |
| O. Fantoni II | 10       | 0       | -             | -             | 10       | 0      |
| A. Foni       | 20       | 2       | 1             | 0             | 21       | 2      |
| M. Furlani    | 26       | 0       | 2             | 0             | 28       | 0      |
| G. Lamon      | 18       | 0       | 2             | 0             | 20       | 0      |
| M. Malatesta  | 22       | 6       | 2             | 1             | 24       | 7      |
| W. Marcacci   | 7        | 0       | -             | -             | 7        | 0      |
| A. Mattei II  | 34       | 0       | 2             | 0             | 36       | 0      |
| A. Mattei III | 3        | 0       | -             | -             | 3        | 0      |
| N. Nicolosi   | 2        | 2       | -             | -             | 2        | 2      |
| R. Okely III  | 5        | 2       | -             | -             | 5        | 2      |
| O. Pardini    | 32       | 0       | 2             | 0             | 34       | 0      |
| P. Pastore    | 29       | 13      | 2             | 1             | 31       | 14     |
| E. Sclavi     | 33       | -42     | -             | -             | 33       | -42    |
| A. Spivach    | 14       | 4       | 1             | 1             | 15       | 5      |
| O. Tognotti   | 32       | 0       | 2             | 0             | 34       | 0      |
| G. Zanni      | 4        | 0       | 2             | 1             | 6        | 1      |
| L. Ziroli     | 28       | 2       | 2             | 0             | 30       | 2      |